# Tomasz Górski
Tomasz Górski (Poznań; 15 de Agosto de 1973 — ) é um político da Polónia. Ele foi eleito para a Sejm em 25 de Setembro de 2005 com 8664 votos em 39 no distrito de Poznań, candidato pelas listas do partido Prawo i Sprawiedliwość.